# آبجوسازی یفر
یِفِر (به آلمانی: Jever) یک شرکت تجاری آبجوسازی آلمانی است، که در شهری به نام یفر تولید می‌شود. این شرکت از سال ۱۸۴۸ تحت عنوان "Friesisches Brauhaus zu Jever" (کارخانهٔ آبجوسازی فریزی یفر) مشغول تولید آبجو است.

## تاریخ

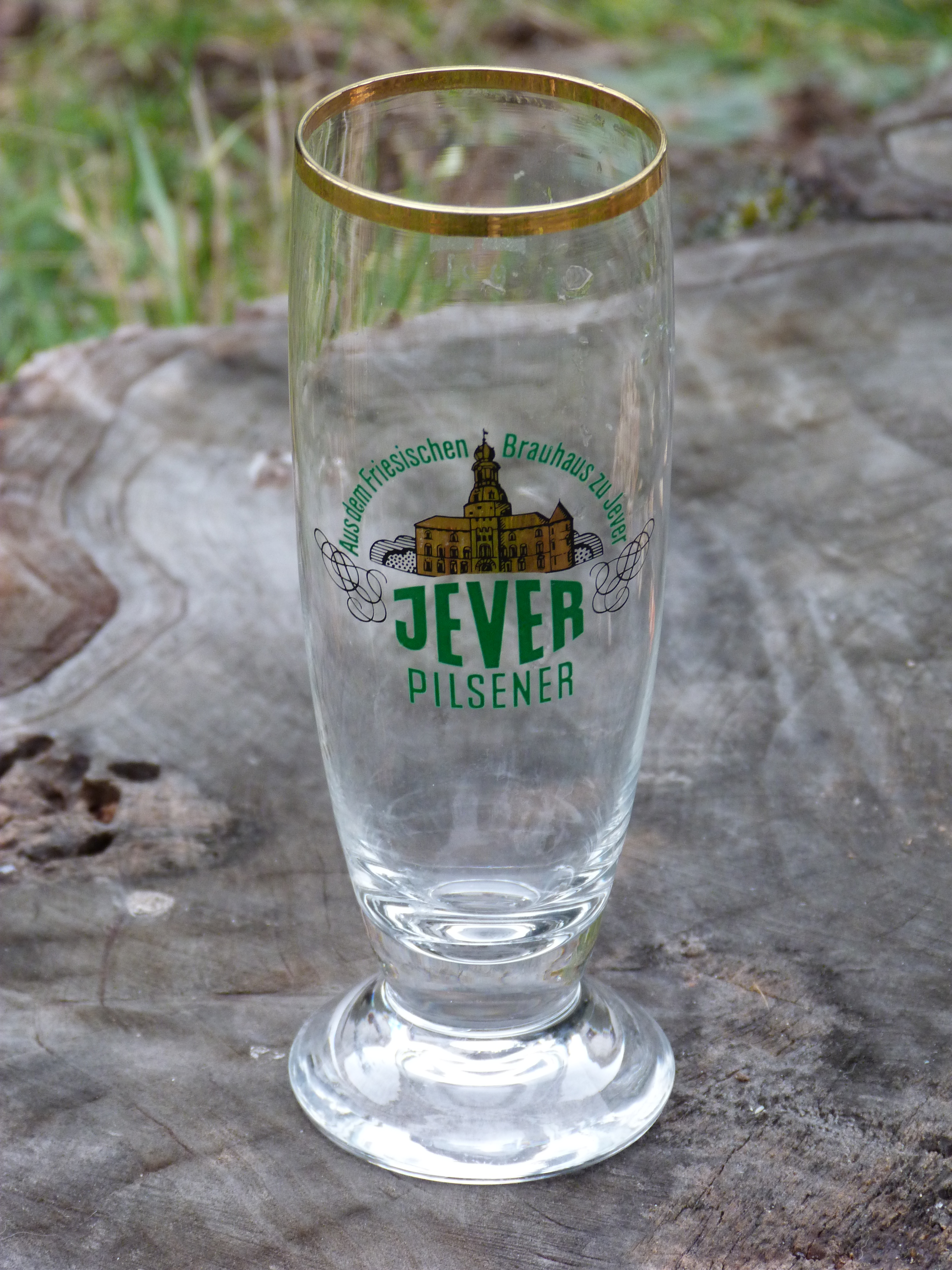
لیوان آبجو جیور

هنگامی که "Friesisches Brauhaus zu Jever" در سال ۱۸۴۸ توسط دییدریش کنیگ تأسیس شد، تنها یکی از چندین کارخانه تولید آبجو در منطقه بود. با این حال، کونیگ از همان ابتدا قانع شد که آبجو او چیز خاصی است. پسرش پس از مرگ در سال ۱۸۶۷، کارخانه نانوایی را فروخت. تئودور فتکاتر کارخانه آبجو را به عهده گرفت. وی با توسعه مشاغل کوچک خانوادگی در یک کارخانه بزرگ تولید آبجو، شروع به تبلیغ و توسعه بطری‌های ویژه کرد. در سال ۱۸۴۸، وی نقش مهمی در نصب اولین سیستم آبرسانی در جاور ایفا کرد.
جنگ جهانی اول شرایط سختی برای آبجو بود. پسر تئودور فتکاتر که کار را به عهده گرفته بود، در جبهه کشته شد. این کارخانه نانوایی یک بار دیگر، در سال ۱۹۲۲، به کارخانه آبجوسازی باواریا - سنت پائولی، مستقر در هامبورگ بار دیگر فروخته شد. امروز باواریا - کارخانه آبجو سنت پائولی متعلق به گروه کارلزبرگ دانمارکی است. در آن زمان، آبجو Jever در خارج از منطقه ای که تولید می‌شد شناخته شده بود. از سال ۱۹۳۴ به بعد تحت عنوان "Jever Pilsener " فروخته می‌شود.
پس از جنگ جهانی دوم، کارخانه آبجویی بار دیگر خود را در حال تجربه دوران سختی دانست. به دلیل کمبود سوخت، آبجو فقط می‌توانست از دروازه‌های آبجوسازی به‌طور مستقیم به مشتریان فروخته شود. همچنین لازم بود مزارع منطقه برای مالت مایع شود.
پس از دوره پس از جنگ، وضعیت جفر بار دیگر بهبود یافت. بالاترین فروش آبجو "Jever Export" بود که تا سال ۱۹۹۰ تولید می‌شد. در دهه ۱۹۶۰، آبجو Pilsener محبوبیت بیشتری پیدا کرد و آمار فروش Jever Pilsener افزایش یافت. در این دوره، کارخانه آبجو گسترش یافت.
از سال ۱۹۹۴، این کارخانه آبجو متعلق به گروه دورتموندر براون و برونن است که توسط گروه Radeberger به دست آورد، در آغاز سال ۲۰۰۵.

## حمایت مالی
از سال ۲۰۰۲ تا ۲۰۰۵، Borussia Mönchengladbach تحت حمایت Jever بود.